# Цвингер
„Цвингер“, също членувано Цвингерът или Цвингера, е архитектурен бароков комплекс и художествен музей, намиращ се в град Дрезден, административния център на провинция Саксония, Германия.
Представлява комплекс от 4 здания. В него се намират разни музеи.
Сред тях най-известна е картинната Галерия на старите майстори с произведения на Рафаело, Тициан, Рубенс, Рембранд, Каспар Давид Фридрих, Макс Либерман, Якоб ван Ройсдал и много други. Измежду най-известните картини на музея е „Сикстинската мадона“ на Рафаело.
Други музеи са Физико-математическият салон, Порцелановата колекция (от Майсен), Скулптурната колекция.

В миналото е притежавал известния Хамбургски модел на Соломоновия храм, придобит (1910) от историческия Хамбургски музей.
По време на Втората световна война, на 13 – 14 февруари 1945 г., англо-американската авиация бомбардира центъра на Дрезден, а Цвингер също е силно повреден.